# Lijst van ontvangers van het Bronzen Kruis
Hieronder volgt een (onvolledige) lijst van personen die het Bronzen Kruis hebben ontvangen.
Het Bronzen Kruis is een Nederlandse koninklijke onderscheiding die is ingesteld bij Koninklijk Besluit van 11 juni 1940 en naderhand gewijzigd bij Koninklijk Besluit van 1 juni 1944. Het Bronzen Kruis wordt verleend aan hen die "moedig of beleidvol" optraden tegenover de vijand. Hij werd aan 3497 personen uitgereikt.,
De namen zijn in groepen verdeeld, zodat te zien is waarom de onderscheiding werd verleend.
Vier mannen kregen driemaal het Bronzen Kruis: LtZ J.F. Drijfhout van Hooff, adjudant onderofficier B.C. van Gent, LtZ P.C. Kiepe en LtZ C.E. Wolderling. Ook Hans Larive ontving het kruis 3 keer, maar het tweede kruis (met eervolle vermelding) werd ingetrokken en vervangen door de Militaire Willems-Orde.
Het Bronzen Kruis werd tweemaal uitgereikt aan 120 mannen, waarvan er 83 bij de onderzeedienst dienden. Bij al deze personen staat er dan een 2 of 3 achter de naam.
Tenzij anders aangegeven, hebben alle gedecoreerden de Nederlandse nationaliteit.
Opmerking: Op deze pagina staan mensen vermeld, waarover óók een artikel is geschreven. Om de overzichtelijkheid sterk te verbeteren, staan alle personen die nog geen eigen artikel hebben op de overlegpagina.

## Tweede Wereldoorlog
KB = Koninklijk Besluit, EV = met eervolle vermelding, p = postuum

### Mei 1940
Onderstaande militairen verdedigden Nederland in mei 1940. De eersten kregen op 16 juli 1940 een Bronzen Kruis, de laatsten op 5 december 1952.
| LANDMACHT - W.F.K. Bisschoff v.H., gebied: Ypenburg KB 24-8-1946/6 - C.F.J. Boers, KB 9-5-1946p - M.R.H. Calmeyer, gebied: Barendrecht/brug, KB 19-7-1946/6 - P.D. Touw, gebied: spoorbrug bij Buggenum, KB 9-5-1946/6 | LANDMACHT (vervolg) - Mr. W.H. Fockema Andreae, gebied: Delft, KB 21-6-1949/5 - Jhr. D.G. de Graeff, gebied: Overschie KB 10-11-1949/12 - W.P.G. Helsdingen, gebied: Waterweg KB 30-12-1946/44 | LANDMACHT (vervolg) - Hans Larive 2, gebied: Rotterdam KB 13-7-1944/5 - J. Mutters, gebied: Ockenburg KB 24-8-1946/6 - H.B. Peteri 2 (kruithuis), gebied: Delft, KB 10-11-1949/12 |

MARINE
- J F Drijfhout van Hooff 3
- J.F. van Dulm 2, KB 16-7-1940/1
- Piet de Jong 2, KB 16-8-1950/15

KOOPVAARDIJ
- F.E. Kruimink (Duinkerken), Kb 30-1-1941/19

DIVERSEN
- E.W. Boomsma, KB 061141-5 (1941)
- J.C.H.F. van Houwert (Rhenen), KB 12-11-1947/26
- Dr. F.G. de Wilde, KB 24-6-1950
- G. IJsselstein (Blerick)

### 1940-1945
WEGENS ENGELANDVAART
| - Aart Alblas, KB 6-11-41/5 - Jacob Bakker, KB 3-9-1942/3 - Rein Bangma, KB 9-3-1944/9 - Jan Bartlema, KB 26-7-1943/3 - Jan Bastiaan, KB 2-9-1942/7 - Jhr. Jan Beelaerts van Blokland, KB 6-11-1941/5 - Arie Dirk Bestebreurtje, KB 3-3-1950 - Tobias Biallosterski, KB 9-3-1944/9 - Jan de Bloois, KB 9-3-1944/9 - Max Appelboom, - Oscar de Brey, KB 2-5-1953/33p - Jaap Burger, KB 26-7-1943/3 - Rudy Burgwal, KB 6-11-1941/5 - Robbie Cohen, KB 6-11-1941/5 - Adriaan van der Craats, KB 2-9-1946/7 - Rudi van Daalen Wetters, KB 6-11-1941/5 - Pieter Dourlein, KB 6-11-1941/5 - Oscar Drijber, KB 21-9-1942/2 - Cees Droogleever Fortuyn, KB 2-5-1953/33 - Kees van Eendenburg, KB 9-8-1940/3 | - Jan Emmer, KB 6-11-1941/5 - Hein Fuchter, KB 26-5-1944/9 - Jules Goossens, 26-7-1945/15 - Christiaan Gutteling, KB 29-7-1943/20 - Jan de Haas, KB 2-5-1953/33 - Dirk Hagemeijer, KB 30-4-1942/5 - Jaap van Hamel, KB 6-11-1941/5 - Leen Hellenberg, KB 2-9-1943/43 - George Herlé (via Zweden), KB 25-2-1943/8 - Coen de Iongh, KB 6-11-1941/5 - Abraham de Jong, KB 6-11-1941/5 - Eddy Jonker, KB 4-11-1943/10 - Hein Kaars Sijpesteijn, KB 26-7-1943/3 - Maurits Kiek, 30-11-1948/11 - Krijn Kleijn, KB 6-11-1941/5 - Walrave van Krimpen, KB 30-4-1942/5 - Philippe Pierre Robert Kruis, KB 9-3-1944/9 - Hans Larive 2, KB 13-7-1944/5 - Bram Levi, KB 30-3-1942/5 | - Jan Linzel, KB 6-11-1941/5 - Henning Meyer, KB 26-7-1943 - Karel Michielsen, KB 9-8-1940/3 - Edzard Moddemeijer, KB 26-5-1944/9 - Elly Nauta-Moret, KB 3-9-1942/3 - John Osten, KB 26-5-1944/9 - Daan Otten, KB 9-3-1944/9 - Jan Adrianus den Ouden, KB 6-11-1941/5 - H.B. Peteri 2, KB 6-11-1941/5 - Ben Reynders, KB 26-7-1943/3 - Sietse Rienksma, KB 6-11-1941/5 - Jan Jacob van Rietschoten 2, KB 6-11-1941/5 - Dr. Ben Sajet, KB 6-11-1941/5 - Johan Anton Stroeve, KB 26-7-1943/3 - Fred Vas Nunes, KB 9-8-1940/3 - Willem de Waard, KB 6-11-1941/5 - Cees Waardenburg, KB 6-11-1941/5 - C.P.K. Winckel, 26-5-1044/9 |

WEGENS ONTSNAPPING ALS GEVANGENE
| - J.A. baron Bentinck, KB 7-2-1948/15 - Edward van Hootegem, KB 7-2-1948/15 - Walrave van Krimpen, KB 30-24-1942/5 | - A.P.T. Luteyn, KB 6-5-1943/19 - D. baron van Lynden, KB 2-6-1945/14 - Jan Jacob van Rietschoten 2, KB 2-5-1953/33 | - B. van der Stok 2, KB 5-10-1944/31 - Gerrit van der Waals, KB 3-4-1949/51 |

SOE-AGENT / INLICHTINGENDIENST
| - Cornelis Carel Braggaar, KB 6-6-1953/26p - Jacob Bakker, KB 2-5-1953/33 - Johannes Cornelis Dane, KB 2-5-1953/33 - Gerrit Dessing, KB 2-5-1953/33 | - Roel Jongelie, KB 6-6-1953/26p - Kars Lucas Kamp, KB 2-1-1950/9p - Jan Molenaar, KB 11-9-1951/21 | - Laurens Punt, KB 25-2-1943/11 - George Lodewijk Ruseler, KB 6-6-1953/26p |

SLACHTOFFERS ENGLANDSPIEL
| - Josephus Adriaansen - Nol Baatsen - Jacob Bakker - K.W.A. Beukema toe Water - Cornelis Carel Braggaar - Oscar de Brey - Jo Buizer - Joseph Bukkens - Johannes Cornelis Dane - Cees Droogleever Fortuyn - Pieter Dourlein - Aat van der Giessen - Jan de Haas - Cornelis Eliza van Hulsteijn | - George Jambroes - Roelof Christiaan Jongelie - Han Jordaan - Jan Christiaan Kist - Barend Klooss - Meindert Koolstra - Arie Johannes de Kruyff - Huub Lauwers - Antoon Berend Mink - Arie Mooy | - Herman Overes - Hermanus Parlevliet - Charles Christiaan Pouwels - Laurens Punt - Jan van Rietschoten - Freek Rouwerd - George Lodewijk Ruseler - Toon van Steen - Thijs Taconis - Trix Terwindt, KB 30-4-1948 - Johan Bernard Ubbink - Antonius Johannes Wegner |

VERZET
- Menco Rein Mulder, KB 30-8-1948p
- Casper Naber, KB 2-1-1950/9
- Wim Schut, KB 2-1-1950/9
- Leen Papo, KB 2-1-1950/9
- Gerard Beuvink KB 2-1-1950
- Feitze de Vries KB 26-05-1952

LINE-CROSSER
- Adriaan de Keizer, KB 30-8-1948/8

OPERATIE MARKET GARDEN, september 1944
- W.F.K. Thompson MBE

ZEEGEVECHTEN
- J.F. Drijfhout van Hooff 3
- Jhr. W.C.M. de Jonge van Ellemeet 2 (Hr. Ms. Dolfijn) (KB 29-4-1943/9[2] en KB 4-5-1944/7[3])[4]
- P.C. Kiepe 3 (O 15 en O 19), KB 22-8-1946/56

NEDERLANDS-INDIË EN ZUIDOOST-AZIË
| - Th.J. van Besouw, KB 12-7-1945/7 - J.G. Brouwer (KNIL), 31-3-1952/98 - Jhr. Aert van der Goes, KB 14-10-1949/64 - Machiel van den Heuvel, KB 13-9-1947/20 - Jhr. E.J. van Holthe - D. Brouwer KB 1z van 24-2-1942 | - Michiel Meyer Cohen (Celebes) - H. Parlevliet - Gerard Scheltens - W.F.A. Winckel (vlieger) - W.P. den Engelsman KB van 24 augustus 1950 nummer 6 |

## 1945-2000

### Nederlands-Indië
- W.R.A. Baron van Tuyll van Serooskerken, KB no.43 van 23-2-1950
- F.W.B. baron van Lynden, KB 13-3-1950/52
- G.J.Dörenberg, KB no.43 van 10-3-1947
- A.J Cremers, KB no.43 van 10-3-1947
- H.Berendsen
- W.Bahnen

### Korea
- G.N. Tack, KB 9-5-1951/23[5][6]
- J.W. Kuiper, KB no. 29 16-10-1952